# مران خيمي
المُران الخيمي (باللاتينية: Fraxinus  pallisiae) نوع نباتي ينتمي إلى جنس المُران من الفصيلة الزيتونية.